# Samosa
Samosa là món bánh gối nướng hay chiên giàu hương vị, gồm khoai tây lát, hành, đậu, đậu lăng, macaroni hoặc mì. Hạt thông cũng có thể được thêm vào. Kích cỡ của nó có thể thay đổi, nhưng thường có dạng tam giác hay tứ diện đặc trưng. Samosa của Ấn Độ thường dùng chay, và thường kèm theo chutney bạc hà.

## Từ nguyên
Từ samosa có thể được bắt nguồn từ chữ Ba Tư sanbosag (tiếng Ba Tư: سنبوساگ). Tên của bánh ngọt ở các quốc gia khác cũng có thể bắt nguồn từ gốc này, chẳng hạn như sanbusak hoặc sanbusaj hình lưỡi liềm trong thế giới Ả Rập, sambosa ở Afghanistan, shingara (tiếng Bengal: / সমোসা) ở Bengal, samosa (tiếng Urdu: سموسہ) ở Pakistan, samosa. Tỉnh Đông Bắc Kenya và chamuça ở Goa (Ấn Độ), Mozambique và Bồ Đào Nha. Trong khi chúng hiện được gọi là sambusak trong thế giới nói tiếng Ả Rập, sách công thức tiếng Ả Rập thời trung cổ đôi khi đánh vần là sambusaj. Từ samoosa được sử dụng ở Nam Phi.

## Lịch sử

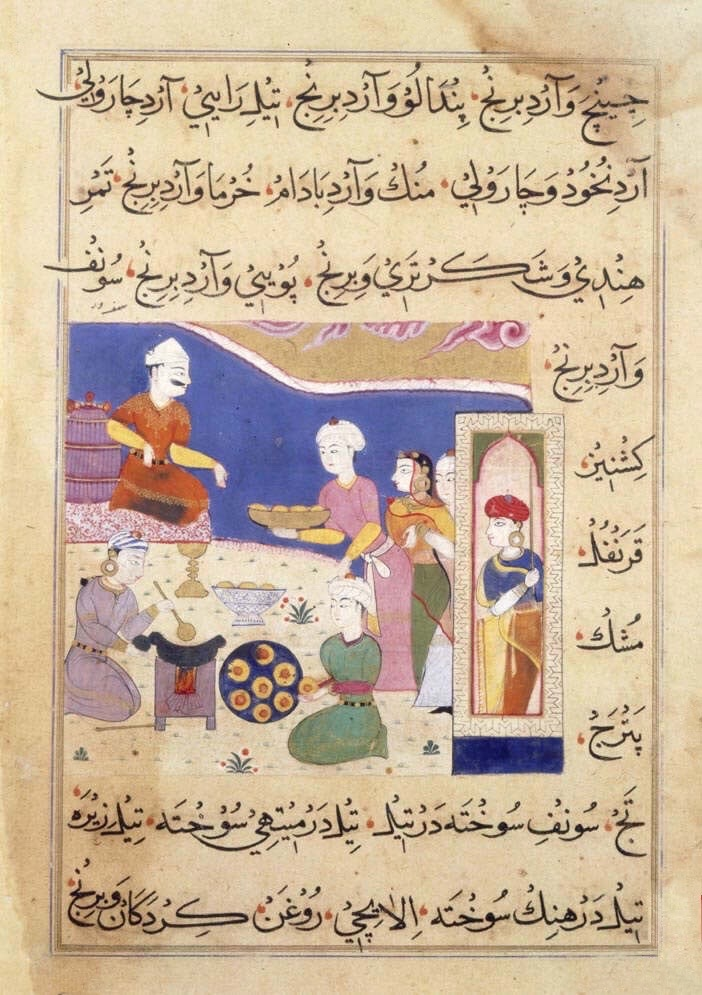
Bản thảo Ấn Độ thời trung cổ Nimmatnama-i-Nasiruddin-Shahi (khoảng thế kỷ 16) cho thấy
bánh gối samosa đang được phục vụ

Samosa có nguồn gốc ở Trung Đông và Trung Á. Sau đó nó lan sang Châu Phi, Đông Nam Á, Nam Á và các nơi khác. Thuật ngữ samosa và các biến thể của nó bao gồm một gia đình bánh ngọt và bánh bao phổ biến từ phía đông bắc châu Phi đến phía tây Trung Quốc. Samosa lan sang tiểu lục địa Ấn Độ, bên cạnh sự truyền bá đạo Hồi, trong thời kỳ Hồi giáo ở khu vực này. Một lời khen ngợi về samosa (như sanbusaj) có thể được tìm thấy trong một bài thơ thế kỷ thứ 9 của nhà thơ Ba Tư Ishaq al-Mawsili. Bí quyết cho món ăn được tìm thấy trong sách dạy nấu ăn Ả Rập thế kỷ thứ 13, dưới tên sanbusak, sanbusaq và sanbusaj, tất cả đều bắt nguồn từ chữ sanbosag của tiếng Ba Tư. Ở Iran, món ăn này phổ biến cho đến thế kỷ 16, nhưng đến thế kỷ 20, sự phổ biến của nó bị hạn chế ở một số tỉnh (chẳng hạn như sambusas của Larestan). Abolfazl Beyhaqi (995-1077), một nhà sử học người Iran, đã đề cập đến nó trong lịch sử của mình, Tarikh-e Beyhaghi.
Samsa Trung Á đã được giới thiệu đến tiểu lục địa Ấn Độ vào thế kỷ 13 hoặc 14 bởi các thương nhân từ Trung Á. Amir Khusro (1253 Điện1325), một học giả và nhà thơ hoàng gia của Vương quốc Hồi giáo Delhi, đã viết vào khoảng năm 1300 CE rằng các hoàng tử và quý tộc rất thích "samosa được chế biến từ thịt, ghee, hành tây, v.v." Ibn Battuta, một nhà du lịch và thám hiểm thế kỷ 14, mô tả một bữa ăn tại tòa án Muhammad bin Tughluq, nơi samushak hoặc sambusak, một chiếc bánh nhỏ nhồi thịt băm, hạnh nhân, quả hồ trăn, quả óc chó, và gia vị, được phục vụ trước ngày thứ ba Tất nhiên, của pulao. Nimmatnama-i-Nasiruddin-Shahi, một cuốn sách dạy nấu ăn Ấn Độ thời trung cổ bắt đầu cho Ghiyath al -Din Khalji, người cai trị Vương quốc Malwa ở miền trung Ấn Độ, đề cập đến nghệ thuật chế biến samosa. Ain-i-Akbari, một tài liệu Mughal thế kỷ 16, đã đề cập đến công thức của qutab, theo đó, người dân Hindustan gọi là sanbúsah.

## Sự phổ biến
Các khu vực mà món ăn phục vụ như một món ăn chính của ẩm thực địa phương có nhiều cách chế biến khác nhau.

### Tiểu lục địa Ấn Độ

#### Ấn Độ

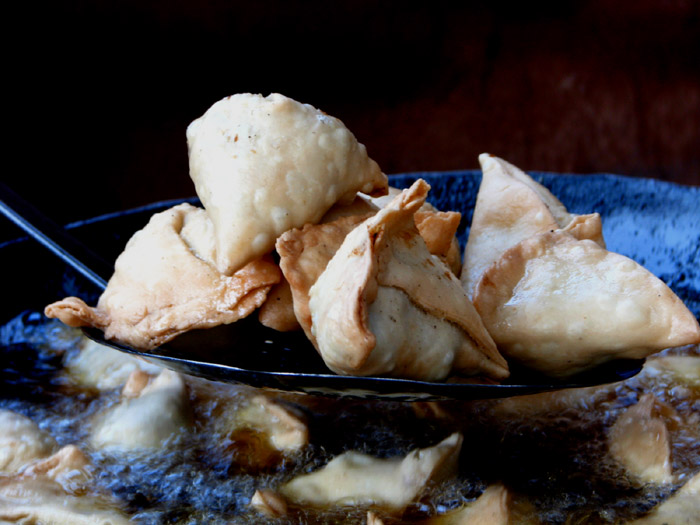
Cận cảnh bánh gối samosa được chiên ngập dầu

Samosa được làm bằng bột mì đa dụng tại địa phương được gọi là vỏ Maida nhồi với một ít nhân, nói chung là hỗn hợp khoai tây luộc, hành tây, đậu xanh, đậu Hà Lan, gia vị và ớt xanh, hoặc trái cây. Toàn bộ bánh sau đó được chiên ngập trong dầu thực vật hoặc hiếm khi chuyển sang màu nâu vàng. Nó được phục vụ nóng và thường được ăn với tương ớt xanh và rau thơm, chẳng hạn như bạc hà, rau mùi hoặc me. Nó cũng có thể được chuẩn bị như một hình thức ngọt ngào, chứ không phải là một món mặn. Samosa thường được phục vụ trong chaat, cùng với các món ăn kèm truyền thống là đậu xanh hoặc đậu trắng, được trang trí bằng sữa chua, me và tương ớt xanh, hành tây xắt nhỏ, rau mùi và chaat masala. Nó cũng có thể được phục vụ với nước sốt cà chua.
Ở Delhi, Punjab, Himachal Pradesh, Madhya Pradesh, Rajsthan, Uttar Pradesh, Bihar, và Uttarakhand, một phiên bản lớn hơn của samosa với một miếng khoai tây masala cay, đậu Hà Lan, ớt xanh nghiền nát, phô mai, và thậm chí cả trái cây sấy khô như các biến thể khác, là khá phổ biến. Samosa này lớn hơn so với các biến thể ở các vùng miền trong Ấn Độ và các nước khác.
Ở Odisha, Tây Bengal và Jharkhand, shingadas (phiên bản Đông Ấn của samosas) là những món ăn nhẹ phổ biến. Chúng được tìm thấy ở hầu hết mọi nơi. Chúng nhỏ hơn một chút so với những người ở các vùng khác của Ấn Độ, và phần nhân chủ yếu bao gồm khoai tây luộc và thái hạt lựu, cùng với các thành phần khác. Chúng được bọc trong một tấm bột mỏng (làm bằng bột mì đa dụng) và chiên. Shingara tốt được phân biệt bởi các kết cấu dễ vỡ, gần như là chúng được làm bằng một lớp vỏ bánh mặn.

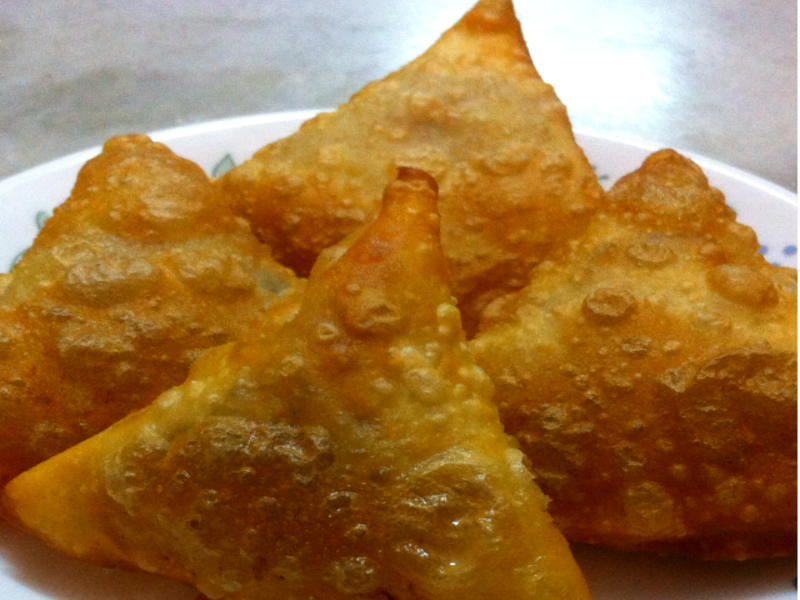
Bánh gối samosa có nhân là rau củ

Thông thường, shingara được chiên sâu đến màu nâu vàng trong dầu thực vật. Chúng được phục vụ nóng và tiêu thụ với sốt cà chua hoặc tương ớt, như bạc hà, rau mùi hoặc me, hoặc được phục vụ trong chaat, cùng với các món ăn kèm truyền thống của sữa chua, tương ớt, hành tây xắt nhỏ, rau mùi và chaat masala. Thông thường, shingara được ăn vào thời gian uống trà như một bữa ăn nhẹ. Họ cũng có thể được chuẩn bị trong một hình thức ngọt ngào, chứ không phải là một món mặn. Shingara của người Bengal có xu hướng hình tam giác, chứa đầy khoai tây, đậu Hà Lan, hành tây, hạnh nhân thái hạt lựu hoặc các loại rau khác, và được chiên giòn và giòn hơn so với shingara hoặc cùng họ với samosa Ấn Độ. Fulkopir shingara (shingara chứa đầy hỗn hợp súp lơ) là một biến thể rất phổ biến khác. Ở Bengal, có những giống shingara không chay gọi là mangsher shingara (mutton shingara) và macher shingara (shingara cá). Ngoài ra còn có các phiên bản ngọt ngào hơn, chẳng hạn như narkel er shingara (shingara dừa), cũng như các phiên bản khác chứa đầy khoya và nhúng vào xi-rô đường.
Ở Hyderabad, Ấn Độ, một phiên bản nhỏ hơn của samosa với lớp vỏ bánh dày hơn và nhân thịt băm, gọi là lukhmi, được tiêu thụ, như một biến thể khác với cách nhồi hành tây.
Ở các bang Andhra Pradesh, Karnataka, Kerala và Tamil Nadu, samosas hơi khác nhau, ở chỗ chúng được gấp theo một cách khác, giống như chamuças Bồ Đào Nha, với một loại bánh tráng miệng theo phong cách khác. Chất làm đầy cũng khác nhau, điển hình là khoai tây nghiền với gia vị, hành tây chiên, đậu Hà Lan, cà rốt, bắp cải, lá cà ri, ớt xanh, v.v... Nó chủ yếu được ăn mà không có tương ớt. Samosas ở Nam Ấn Độ được làm ở các kích cỡ khác nhau, và chất độn bị ảnh hưởng rất nhiều bởi thói quen thực phẩm địa phương. Nó có thể bao gồm nhiều loại nhân khác nhau, chẳng hạn như thịt và rau. Samosa là một trong những món ăn vặt phổ biến nhất của Ấn Độ. Nó chứa đầy rau hoặc khoai tây phủ bột Maida và chiên ngập trong dầu. Người Hồi giáo chuẩn bị thịt đầy đủ các biến thể của bữa ăn nhẹ trong tháng Ramadan và các dịp lễ hội khác. Mathri samosa là một món ăn nhẹ phổ biến khác ở Bắc Ấn Độ cho những người ăn vặt thích gia vị.

#### Bangladesh

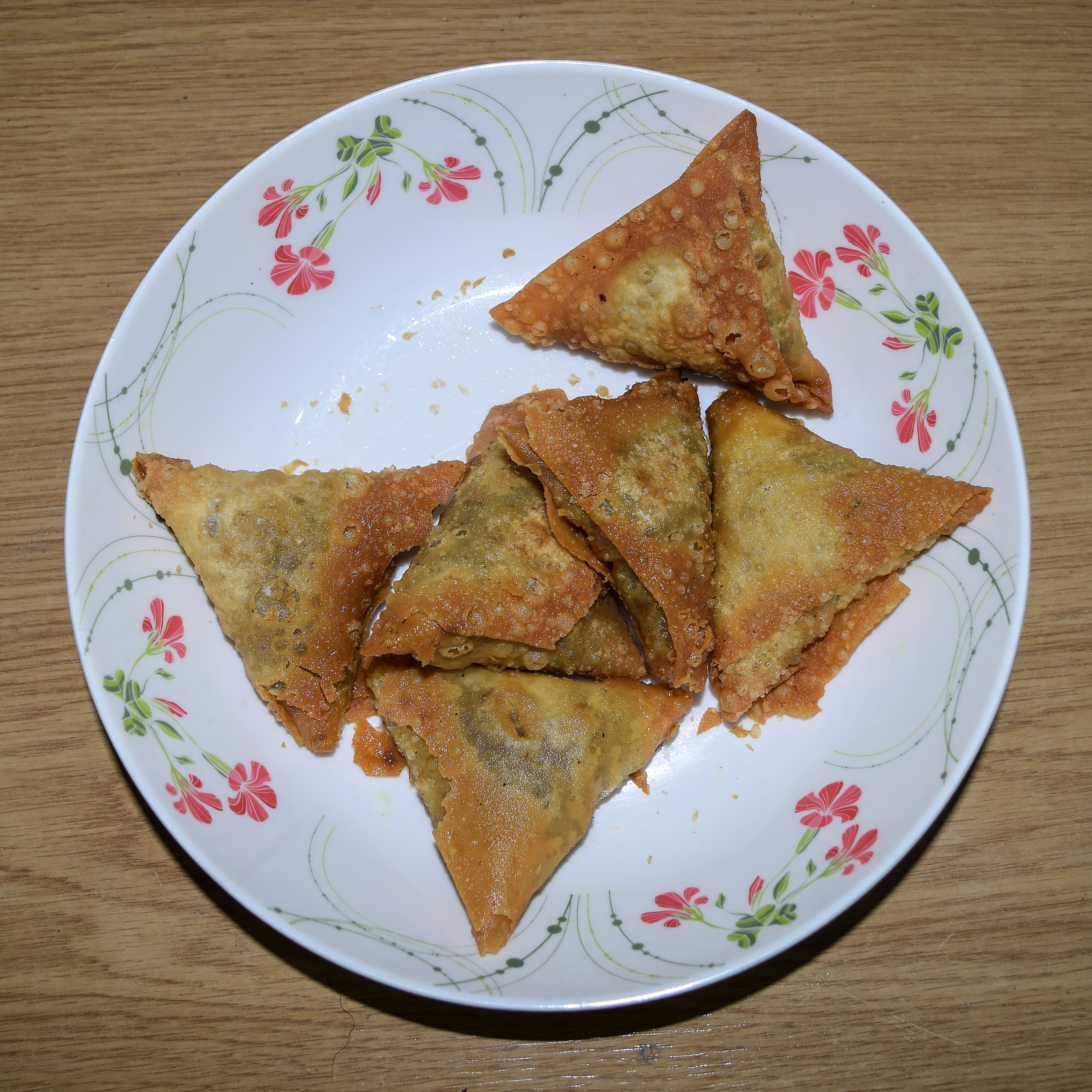
Bánh gối samosa của Bangladesh

Cả samosas dạng phẳng (hình tam giác) và hình khối (hình tứ diện /hình chóp tam giác) là món ăn nhẹ phổ biến ở Bangladesh. Một phiên bản tiếng Anh của samosa hình đầy đủ được gọi là shingara và thường nhỏ hơn so với giống tiêu chuẩn. Các shingara thường chứa đầy khoai tây, rau, các loại hạt, vv Tuy nhiên, shingara chứa gan bò rất phổ biến ở một số vùng của đất nước. Samosa hình phẳng được gọi là somosa hoặc somucha, và thường chứa đầy hành tây và thịt băm.

#### Nepal
Samosas được gọi là singadas ở khu vực phía đông của Nepal; phần còn lại của đất nước gọi nó là samosa. Như ở Ấn Độ, nó là một món ăn nhẹ rất phổ biến trong ẩm thực Nepal. Các nhà cung cấp bán các món ăn ở các thị trường và nhà hàng khác nhau.

#### Pakistan
Samosas các loại có sẵn trên khắp Pakistan. Nhìn chung, hầu hết các giống samosa được bán ở phía nam tỉnh Sindh và ở miền đông bang Punjab, đặc biệt là thành phố Lahore, đều có nhiều spicier và chủ yếu chứa chất làm từ rau hoặc khoai tây. Tuy nhiên, samosas được bán ở phía tây và phía bắc của đất nước chủ yếu chứa chất độn từ thịt băm và tương đối ít cay. Thịt samosa chứa thịt băm (thịt cừu, thịt bò hoặc thịt gà) và rất phổ biến như món ăn vặt ở Pakistan.
Ở Pakistan, samosas của Karachi nổi tiếng với hương vị cay, trong khi samosas từ Faisalabad được ghi nhận là lớn bất thường. Một loại samosa khác biệt, có sẵn ở Karachi, được gọi là kaghazi samosa (tiếng Urdu: کاکی سموسہ; "giấy samosa" trong tiếng Anh) do lớp vỏ mỏng và giòn của nó, giống như vỏ bọc cuộn hoành thánh. Một biến thể khác, phổ biến ở Punjab, bao gồm samosas với các món ăn phụ là đậu xanh nghiền gia vị, hành tây và salad rau mùi, cũng như các loại tương ớt khác nhau để lên trên samosas. Các samosas là một loại bánh ngọt chiên hoặc nướng với nhân đầy mặn, chẳng hạn như khoai tây gia vị, hành tây, đậu Hà Lan, đậu lăng và thịt băm (thịt cừu, thịt bò hoặc thịt gà). Samosas ngọt cũng được bán tại các thành phố của Pakistan bao gồm Peshawar; những samosas ngọt này không chứa chất làm đầy và được nhúng trong xi-rô đường dày.
Một loại thực phẩm ăn nhẹ khác của Pakistan, phổ biến ở Punjab, được gọi là "samosa chaat". Đây là sự kết hợp của một samosa vỡ vụn, cùng với đậu xanh ướp gia vị (Gorda chaat), sữa chua và tương ớt. Ngoài ra, samosa có thể được ăn riêng với một bên tương ớt.
Ở Pakistan, samosa là một loại thực phẩm chủ yếu cho nhiều gia đình Pakistan, trong tháng Ramzan.

#### Maldives
Các loại và giống samosa được làm trong ẩm thực Maldives được gọi là bajiyaa. Chúng chứa đầy hỗn hợp bao gồm cá hoặc cá ngừ và hành tây.

### Đông Nam Á

#### Myanmar

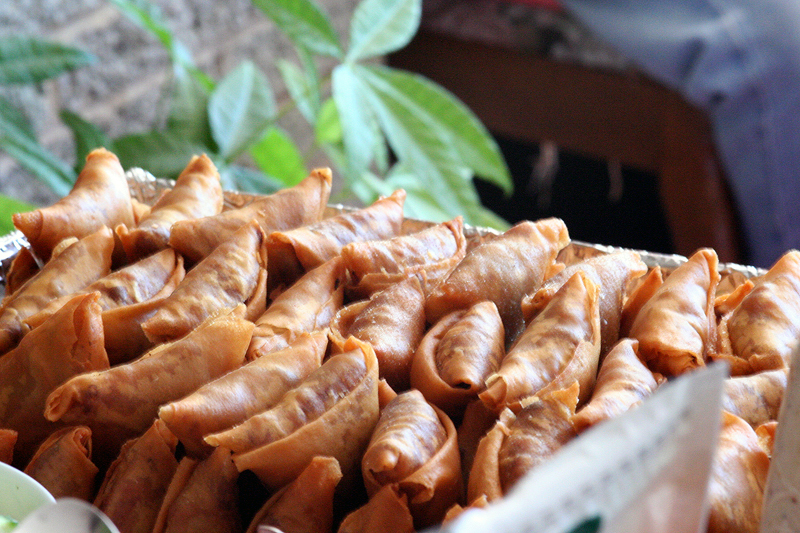
Bánh gối samusa ở Miến Điện có cách làm khác so với samosa truyền thống của người Ấn

Samosas được gọi là samusas ở Miến Điện, và là một món ăn nhẹ cực kỳ phổ biến ở Miến Điện.

#### Indonesia
Tương đương địa phương của samosas ở Indonesia được gọi là pastel, gần với phong cách bánh gối empanadas của Tây Ban Nha, tức là không có quá nhiều hương vị cà ri / gia vị vì nó được tẩm ướp nhẹ so với samosa Ấn Độ giàu gia vị hơn.
Các loại bánh đều mỏng nhẹ thường chứa đầy rau, thịt bò băm, thịt gà hoặc tôm, bên trên là những lát trứng tùy theo khẩu vị, trước khi chiên giòn đến màu vàng. Theo thông lệ, món ăn nhẹ phổ biến này được thưởng thức với ớt xanh nóng.